# ジャルガラフ
ジャルガラフ (ロシア語: Джаргалах; サハ語: Дьарҕаалаах)とは、ロシア連邦サハ共和国エヴェノ＝ビタンタイ民族地区ヴェルフネ＝ビタンタイ農村居住区域にある村。人口は242人（2017年）。